# Joseph Scianni
Joseph „Joe“ Scianni (* 6. Oktober 1928 in Memphis, Tennessee; † 30. Oktober 2018 in Yonkers, New York) war ein amerikanischer Komponist, Musikproduzent und (Jazz-)Musiker (Piano, Bigband-Leader).

## Leben und Wirken
Scianni studierte an der damaligen Southwestern University (jetzt Rhodes College) in seiner Geburtsstadt Biologie, um dann ein Musikstudium an der Eastman School of Music in Rochester (New York) fortzusetzen. Dort promovierte er, nachdem er seinen Wehrdienst abgeleistet hatte, 1958 über die Sinfonia breve. 
Ab demselben Jahr arbeitete er für Columbia Records, wo er 1959 zum assoziierten Produzenten für die klassische Reihe Masterworks ernannt wurde. Unter anderem produzierte er zahlreiche Aufnahmen von Glenn Gould. Zudem dirigierte er Studioorchester, etwa für Tony Morell (Here's to Love).
Daneben spielte er als Pianist in verschiedenen Ensembles und bildete das Joseph Scianni Trio, das in den Bereich des Jazz vorstieß. Auch arbeitete er mit dem Trompeter Don Cherry zusammen und legte 1965 ein Duoalbum mit dem Bassisten David Izenzon vor, das John Corbett noch Jahrzehnte später als herausragend würdigte.
1966 wurde er vom New York College of Music als Hochschullehrer berufen, um ab 1968 an der New York University Komposition zu lehren und deren Jazzensemble zu leiten. Seine Kompositionen wurden auch für das Mercury-Label eingespielt.
Erst 1996 kam es zu weiteren Aufnahmen von Scianni, diesmal mit Mark Whitecage, Dominic Duval und Jay Rosen. Im Folgejahr entstanden Duette Sciannis mit Mark Whitecage, Tomas Ulrich, Dominic Duval und Jay Rosen auf dem Album Moon Flower. Zudem holte ihn Ivo Perelman 1998 zu den Aufnahmen seines Albums The Seven Energies of the Universe.

## Diskographische Hinweise
- New Concepts (Savoy Records, 1965)
- Man Running (1965, mit David Izenzon)
- Joseph Scianni – Dominic Duval – Jay Rosen Big Onion (CIMP 1996)
- Night People (CIMP 1997)
- Mark Whitecage 4tet & Joseph Scianni Trio 3 + 4 = 5 (CIMP, 1997)
- One Eyed Jack (Cadence, 2002)

## Kompositionen

### Werke für Sinfonieorchester
- Adagio Cantabile

### Werke für Harmonieorchester
- Ar (1955)
- Court Square (1958)

### Kammermusik
- An Intrada for Jazz Trio
- Big Onion
- Blake: Walking in the air
- Come Summer
- Moon flower

### Klavierwerke
- A Lighter Shade of Christmas
- After the Rain
- Again September
- Come October
- Dune Walk
- Gramercy Square
- House at Sandy Point
- Night People
- Peconic Bay
- Public Transportation
- Sand Pebble
- Secrets and Summer's End
- Summer Wait

### Werke für Bigband
- Gaza Strip (1970)
- Red Phantom Rides Again (1970)